# Giacomo Ferrari
Giacomo Ferrari (Roma, 19 de julio de 1996) es un deportista italiano que compite en vela en la clase 470.
Ganó una medalla de bronce en el Campeonato Europeo de 470 de 2022. Participó en los Juegos Olímpicos de Tokio 2020, ocupando el sexto lugar en la clase 470.

## Palmarés internacional
| \| Campeonato Europeo \| Campeonato Europeo \| Campeonato Europeo \| Campeonato Europeo \| \| Año \| Lugar \| Medalla \| Clase \| \| ------------------ \| ------------------ \| ------------------ \| ------------------ \| \| 2022 \| Çeşme (Turquía) \| Medalla de bronce \| 470 mixto \| |                 |                   |           |
| Campeonato Europeo |                 |                   |           |
| Año | Lugar           | Medalla           | Clase     |
| 2022 | Çeşme (Turquía) | Medalla de bronce | 470 mixto |